# 广厦建设
廣廈建設集團有限責任公司，簡稱廣廈建設集團，以及廣廈建設（英語：Guangsha Construction Group Company Limited），於1992年由浙江省东阳第三建筑工程有限公司、杭州建工集团有限公司等企業，組建成一家控股公司，現時為廣廈控股集團有限公司旗下。
現時業務在國內和全球經營地基与基础工程、建筑装修装饰工程、建筑幕墙工程、园林古建筑工程、机电设备安装工程、公路路基、路面、桥梁、土石等，董事長為樓明，而總部位於中国浙江省杭州玉古路166号。

## 連結
- guangshajs.com （页面存档备份，存于）